# Macroxenus rubromarginatus
Macroxenus rubromarginatus är en mångfotingart som först beskrevs av Lucas 1846.  Macroxenus rubromarginatus ingår i släktet Macroxenus och familjen penseldubbelfotingar. Inga underarter finns listade i Catalogue of Life.